# Белохвостый гну
Белохво́стый гну, или обыкновенный гну, или чёрный гну (лат. Connochaetes gnou) — млекопитающее из рода гну подсемейства бубалов семейства полорогих.

## Внешний вид
Окрас белохвостых гну варьирует от тёмно-коричневого до чёрного цвета. У самцов окрас более тёмный, чем у самок. Летом окраска более светлая, чем зимой. Как и голубой гну, чёрный гну обладает густой бородой и гривой. Эта грива белого цвета, чёрная на концах. Борода чёрного цвета и тянется вдоль нижней челюсти. Хвост белого цвета.

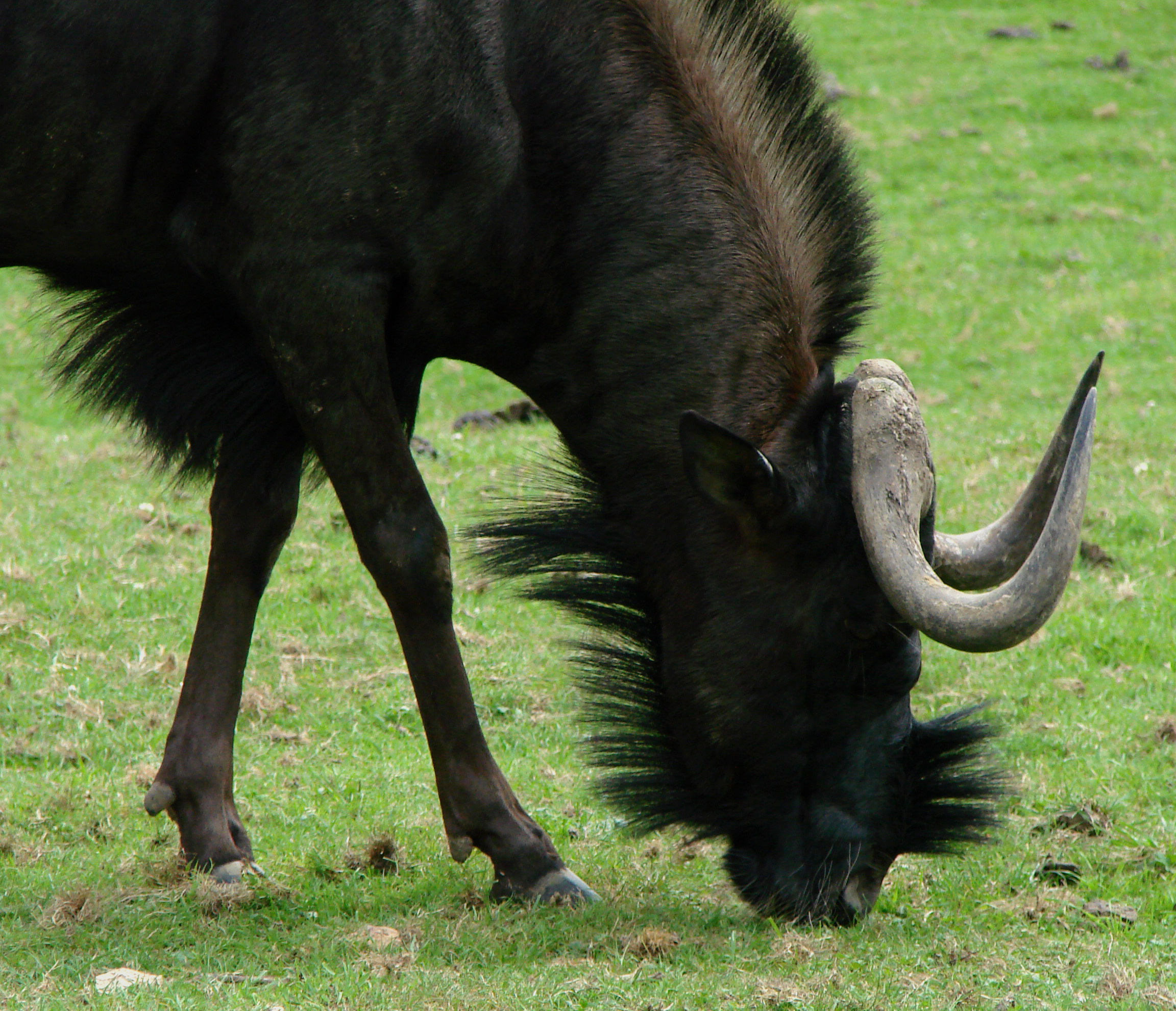

Рост взрослых самцов составляет 111—121 см, длина тела может достигать 2 м. У самок эти размеры немного меньше. Масса тела редко превышает 160—270 кг, в среднем составляет 180 кг.
Парные рога направлены сначала вниз, вперёд, а затем вверх, как крючки. Длина рогов у самцов 78 см, у самок немного меньше. Запаховые железы присутствуют под предглазничными прядями волос и на передних ногах.

## Поведение
Белохвостые гну держатся группами до нескольких десятков особей. Во время сезонных кочёвок образуют огромные стада, нередко вместе с другими полорогими. Обитают на открытых пространствах, поросших травой, кустарниками и редкими деревьями. Активны утром и вечером. Питаются травянистыми растениями.
Размножение у белохвостого гну внесезонное. Беременность длится около 8 месяцев, рождаются 1-2 детёныша. Лактация продолжается до 8 месяцев, несмотря на то, что телёнок уже через неделю после рождения начинает питаться травой.
Продолжительность жизни 20 лет.
"Их  любопытство не  знает пределов,   и,  конечно,  увидев  фургоны  первых  поселенцев,  ползущие  по равнине-вельду, они непременно должны были собираться поглазеть. Они плясали и  носились вокруг фургонов галопом,  храпя  и  взбрыкивая,  а  потом  вдруг останавливались и глазели.  Естественно, эта привычка носиться сломя голову, а потом останавливаться поглазеть в пределах убойного выстрела превращала их в добровольную и  легкую  мишень  для  предприимчивых "спортсменов"." (Дж.Дарелл. "Мясной рулет").

## Распространение и численность популяции
Белохвостый гну прежде был широко распространён в Южной Африке, где водились сотни тысяч особей этого вида. К 1930 году в результате бесконтрольной охоты и разрушений мест обитания сохранилось всего несколько сотен животных.. Однако благодаря мерам, принятым в национальных парках, численность чёрного гну вновь возросла. Несмотря на то, что угроза вымирания уже миновала, это одна из самых редких антилоп Африки.